# 曼托尔
曼托尔（英語：Mentor）。古希腊神话人物之一。其事迹与特洛伊战争英雄奥德修斯相互联系。悉力培养其儿子教育工作，为著名教师。从而具有巨大影响与积极意义。